# Екзарх
Екза́рх (грец. έξαρχος) — почесна назва найвищих державних достойників у Візантійській Імперії.

## Древні віки
У церковній ієрархії екзархами перше звалися єпископи тих міст у Римській Імперії, де був осідок вищої політичної влади; потім    екзархом називався заступник патріарха, або його намісник. Таких  екзархів-намісників  царгородські патріархи призначали і в Україну; був екзархом Балабан Гедеон  (1569—1607) львівський єпископ, що боронив православ'я, в 1582 р. не допустив введення в  Україні григоріанського календаря, так зв.  «нового стилю», і за свою опозицію  Берестейській унії   (1596 р.) дістав титул «екзарха Руської Церкви»; був ним і архимандрит Никифор, протосинкел царгородського патріарха,  голова   протиуніятської  частини Берестейського   собору, що його вислав був в Україну патріарх на просьбу кн.  Острозького. Тим часом патріарх помер, і поляки замкнули екзарха, як ніби турецького шпигуна, до Марієнбурзької фортеці, де він і помер; титул екзарха мав і митрополит Петро Могила.

## Новітні часи
У новіших часах московські патріархи, щоб рятувати впливи своєї Церкви в Україні, призначали туди своїх екзархів: так, в рр. 1921—1937 православна автономна Церква в Україні мала своїми екзархами архиєпископа М. Єрмакова і митрополита К. Дякова.
Папа Римський, як вселенський патріарх католицької Церкви, надав титул екзархів українським католицьким єпископам в США і в Канаді, бо вони там мають спеціальні завдання провадити вірних східного обряду на території західної (латинської) Церкви. В 1951 р. створено екзархат для вірних східного обряду в Бразилії, а в 1957 р. і для українців католиків Великій Британії. Згодом екзархати переоформлювались в єпархії та входили у митрополії Української греко-католицької церкви.

## У сучасній Україні
7 вересня 2018 року Вселенський патріарх Варфоломій призначив своїх двох екзархів в Києві у межах підготовки до надання ПЦУ автокефалії. 
Ними стали Його Преосвященство Архієпископ Данило Памфілійський зі США та Його Преосвященство Єпископ Іларіон Едмонтонський з Канади, які обидва служать українським православним вірним у своїх відповідних країнах у Вселенському Патріархаті.
В Україні постійно перебуває екзарх Вселенського патріархату єпископ Команський Михаїл (Аніщенко). Резиденція екзарха знаходиться в Андріївській церкві в Києві.